# Magdalena Hising
Magdalena "Malin" Hising, född Carlsdotter den 24 maj 1602 i Arboga, död 8 augusti 1649 i Västerås, var en svensk filantrop. 
Hon var biskopsfru i Västerås, gift med Johannes Rudbeckius. Paret fick elva barn och bland dem märks Olof Rudbeck d.ä., Johannes Rudbeckius den yngre, Petrus Johannis Rudbeckius och Nicolaus Johannis Rudbeckius. Magdalena Hising bidrog till kristen bildning och fattigvård i Västerås och är ett exempel på hur kvinnor ofta vid sidan av sina män byggt upp den svenska kyrkans sociala och folkbildande verksamhet.

## Biografi
Magdalena Hising, med smeknamnet Malin var dotter till rektorn Carolus Olai Hising och Cecilia Hintze. Två år senare utnämndes fadern till kyrkoherde i Fellingsbro i Västmanland, dit familjen flyttade. Familjen skulle komma att bestå av 16 barn, varav Magdalena Hising var det äldsta.
Magdalena Hising fick en god uppfostran i föräldrahemmet och var väl rustad för både lärda studier och hushållande då hon 1620 ingick äktenskap med den nyblivne biskopen i Västerås, Johannes Rudbeckius. Denne var änkling efter att hans hustru ärkebiskopsdottern Christina Bothniensis och deras förstfödda barn avlidit i samband med förlossningen. Magdalena Hisings make, som var drygt tjugo år äldre än hon, hade en lång akademisk och ämbetsmannakarriär bakom sig. Tidigare hade han varit hovpredikant för Gustaf II Adolf och han hade reviderat den svenska bibelöversättningen 1618. I Västerås stift organiserade han en folkbokföring som blev riksledande.
Magdalena Hising var som nybliven biskopsfru knappt arton år och i äktenskapet med Johannes Rudbeckius födde hon barn i rask följd. Hon genomlevde elva barnsängar 1620–1633, varav fyra av barnen dog i späd ålder. Sönerna Nicolaus och Petrus blev biskopar i Västerås respektive Skara. Den mest namnkunnige i syskonskaran var sonen Olaus (Olof) Rudbeck, född 1630, välkänd i svensk lärdomshistoria.
Efter barnafödandet följde drygt ett decennium då Magdalena Hisings energi kunde ägnas åt att undervisa biskopsgårdens folk i kristen tro. Hon var en respekterad kvinna med stor pondus och stöttade sin make i strider mot den världsliga makten om inflytande i kyrkan. Det dagliga ansvaret för arbetet i biskopsgården när maken var ute på resor och uppdrag krävde sin driftiga och bestämda kvinna.
Utbildningsfrågor och fattigvårdande verksamhet i närområdet och inom stiftet engagerade både Magdalena Hising och hennes make. Sveriges första gymnasium, för pojkar, inrättades 1623 i Västerås på Johannes Rudbeckius initiativ. En typ av flickskola för ”små pigebarn” startades på biskopens initiativ, främst för fattiga barn som undervisades i basala färdigheter som läsning, skrivning, sömnad och kristen katekesundervisning. I Johannes Rudbeckius dagbok för invigningsdagen den 2 juli 1632 av ”pighescholen” som fick namnet Rudbeckii flickskola finns formuleringen: ”Herrans fruchtan är begynelsen til wisheten. Item mijn dotter wiltu wara wiis”. Även kvinnor inbegreps i det breda utbildningsprogrammet med stöd i 1571 års kyrkoordning som uttryckte att flickor skulle få undervisning, vilket var i enlighet med reformationens ideal. Johannes Rudbeckius hade även tagit intryck av tyska förebilder under sina resor. Denna uppfostran av flickor fick stöd och inspiration från den lärda hustrun Magdalena Hising.
Några skriftliga dokument finns egentligen inte kvar efter Magdalena Hising, förutom den tämligen omfattande likpredikan som nästföljande biskopen och svärsonen Olaus Laurelius författade efter hennes bortgång 1649. Här görs förutom religiösa utläggningar vissa försök till beskrivning av henne som person; att hon gärna besökte de sjuka och kranka och att ingen nödställd gick ”ohulpen” från hennes hus.
Ett påtagligt vittnesbörd om personen Magdalena Hising fann man på läroverkets vind i Västerås så sent som 1932. Det var ett ihoprullat ståtligt porträtt av biskopsfrun förfärdigat 1643–1644 av kyrko- och porträttmålaren Johan Friitz. Det bör ha utförts samtidigt som ett porträtt av maken, den åldrande biskopen. Porträttet av Johannes Rudbeckius hängde förstås sedan länge i Västerås biskopsgård. Nuvarande biskop Mikael Mogren (2015–) har låtit göra en kopia av Malin Hising för att få det samverkande biskopsparet komplett. Ett populärt café i konsistoriehuset invid Västerås domkyrka har döpts till Café Malin (Magdalena Hisings smeknamn).
Magdalena Hising, utsliten av alla förlossningar, avled i en ålder av 47 år 1649, tre år efter makens bortgång. Hon gravsattes vid Västerås domkyrka.